# Station Sainte-Marie
Station Sainte-Marie is een voormalig spoorwegstation aan spoorlijn 155 in Sainte-Marie, een deelgemeente van de Belgische gemeente Étalle. Het station met telegrafische code MSR opende op 25 maart 1873 en sloot voor reizigers op 5 februari 1951 en voor goederen in 1990. Het station lag ook aan de buurtspoorlijn 523 in de Gaume van het voormalige graafschap Chiny en liep van Étalle naar Villers-devant-Orval.
0,0: Marbehan ·
3,1: Villers-sur-Semois ·
6,1: Sainte-Marie ·
11,4: Croix-Rouge ·
13,5: Buzenol ·
19,5: Ethe ·
21,2: Belmont ·
22,6: Pierrard-École ·
23,9: Virton-Ville ·
25,5: Virton ·
27,5: Dampicourt ·
31,2: Lamorteau